# Tvåtjärnarna (Borgsjö socken, Medelpad, 695210-151048)
Tvåtjärnarna är en sjö i Ånge kommun i Medelpad och ingår i Ljungans huvudavrinningsområde. Sjöns area är 0,009 kvadratkilometer och den befinner sig 406 meter över havet.